# ایگوا
ایگوا (به لاتین: Aiguá) یک منطقهٔ مسکونی در اروگوئه است که در Maldonado Department واقع شده‌است.

## خصوصیات
ایگوا ۲٬۴۶۵ نفر جمعیت دارد و ۱۱۲ متر بالاتر از سطح دریا واقع شده‌است.